# سانه کولن
سانه کولن (هلندی: Sanne Koolen؛ زادهٔ ۲۳ مارس ۱۹۹۶) بازیکن هاکی روی چمن اهل هلند است.